# Suchy Grzbiet

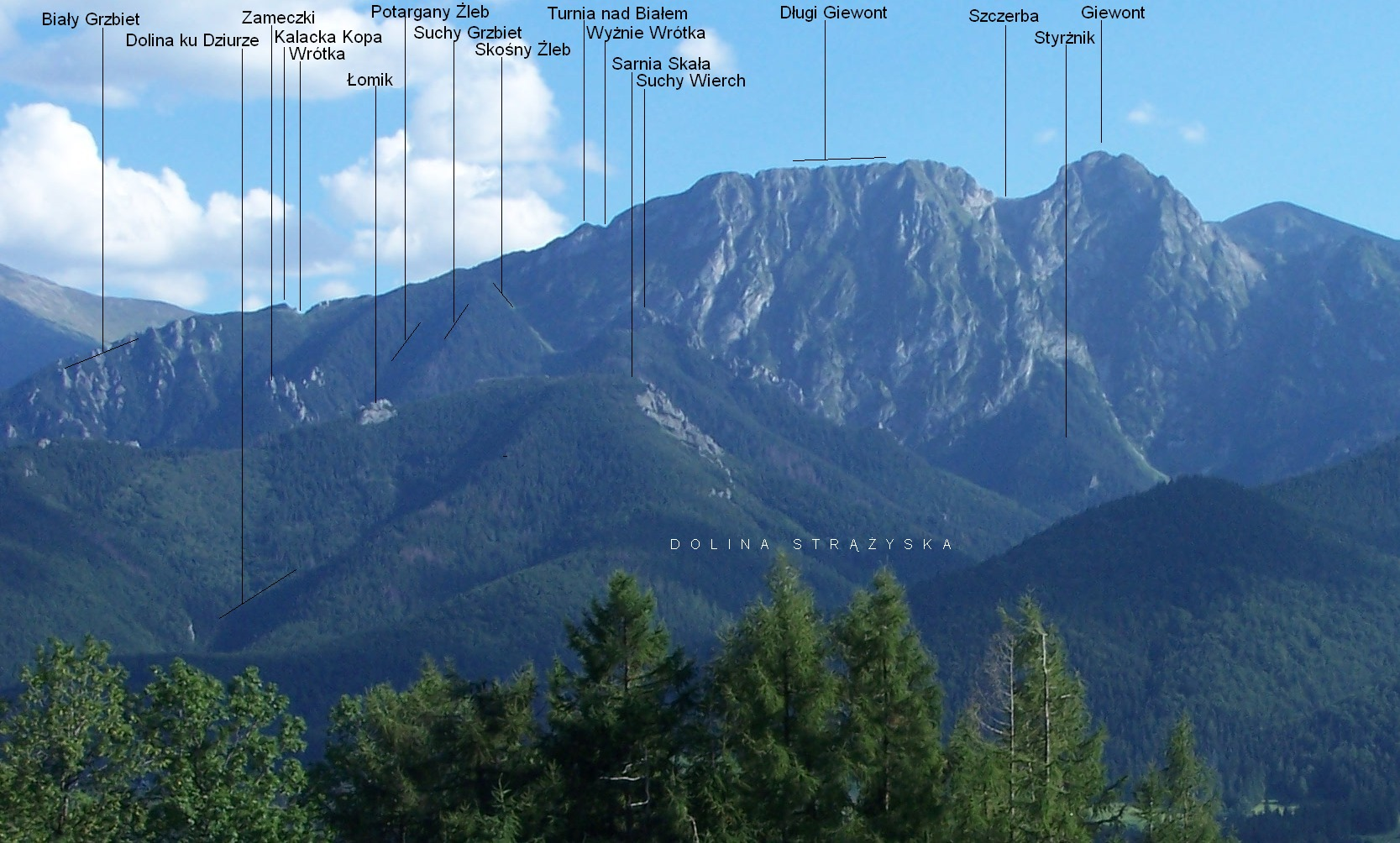

Suchy Grzbiet – grzbiet opadający z Długiego Giewontu do górnej części Doliny Białego w polskich Tatrach Zachodnich. Odgałęzia się od jego grani pomiędzy Turnią nad Białem a Wrótkami i opada w północnym kierunku, oddzielając główny ciąg Doliny Suchej (górna część Doliny Białego) od jej odnogi – Potarganego Żlebu.
Suchy Grzbiet jest całkowicie porośnięty lasem, a w najwyższych partiach porośnięty kosodrzewiną. Jest to krótki grzbiet, jego dolny koniec znajduje się powyżej Ścieżki nad Reglami. Nie ma w nim żadnych ścieżek.